# 1 VIII 1944. Warszawa
Albums de Laibach
Spectre
(2014) Also Sprach Zarathustra
(2017)
1 VIII 1944. Warszawa est un EP de Laibach sorti le 11 juillet 2014.

## Historique
1 VIII 1944. Warszawa est publié sous la forme d'un CD digipack le 11 juillet 2014 par le Centre national polonais pour la culture (« Narodowe Centrum Kultury »). Il a été créé à l'occasion de la commémoration du 70ème anniversaire de l'Insurrection de Varsovie,.
Ce disque comprend trois reprises. Ainsi, « Warszawskie dzieci », (en français : « Les enfants de Varsovie ») est à l'origine une chanson populaire du soulèvement de Varsovie, composée en 1944. Le morceau « Zog Nit Keynmol » est une reprise de l'un des hymnes de l'insurrection juive dont la mélodie est basée sur la chanson soviétique « То не тучи — грозовые облака ». Une vidéo illustrant « Warszawskie dzieci » est mise en ligne le 23 juillet 2014.
Cet EP est présenté en 2014 au Festival international des producteurs de musique Soundedit à Łódź,.

## Liste des titres
| 1.    | Warszawskie dzieci     | Andrzej Panufnik, Michał Zieliński, Stanisław Ryszard Dobrowolski | 4:04 |
| 2.    | Zog Nit Keyn Mol       | Daniel Pokrass, Dmitry Pokrass, Hirsh Glick                       | 3:37 |
| 3.    | Mach Dir Nichts Daraus | Franz Grothe, Willy Dehmel                                        | 5:11 |
| 12:52 |                        |                                                                   |      |

## Crédits
| Les personnes suivantes ont participé à l'élaboration de 1 VIII 1944. Warszawa. - Boris Benko – adaptation (1, 2), producteur (1, 2), enregistrement (1, 2), chant (1, 2) - Luka Jamnik – adaptation (3), producteur (3), enregistrement (3) - Primož Hladnik – adaptation(1, 2), producteur (1, 2), enregistrement (1, 2) - Milan Fras – chant (1, 2, 3) - Mina Špiler – chant (3) - Jani Hace – guitare basse (2) - Eva Kosel – conception graphique - Marek Horodniczy – conception de design graphique - Maciej Werk – producteur exécutif - Tom Meyer – mastering - Marian Grabski – photographie |